# Zofia Polkowska
Zofia Polkowska z Anyżów (ur. 12 października 1905 w Młodzieszynie, zm. 3 lutego 1989) – polska harcmistrzyni, nauczycielka, komendantka Hufca Harcerek w Gdyni (1936–1937 i 1957–1958) i Morskiej Chorągwi Harcerek (1945–1948).

## Życiorys
Od września 1920 należała do 2 Drużyny Harcerek im. Henryki Pustowójtówny przy Gimnazjum Żeńskim im. Juliana Ursyna Niemcewicza w Łowiczu (złożyła przyrzeczenie harcerskie na ręce generała Józefa Hallera. W latach 1923–1925 była jej drużynową. W 1924 otrzymała stopień przybocznej, w 1927 - podharcmistrzyni (w grudniu tego roku zrównany z harcmistrzem). W latach 1925–1926 była sekretarką Wydziału Drużyn Prowincjonalnych Warszawskiej Chorągwi Żeńskiej. W 1926 została wizytatorką i członkinią Komendy Warszawskiej Chorągwi Harcerek. W latach 1928–1932 pełniła funkcję kierowniczki Wydziału Obozów i Wycieczek komendy. W 1928 kierowała zlotem chorągwi w Rybienku koło Wyszkowa. W 1932 otrzymała dyplom magistra filologii polskiej na Uniwersytecie Warszawskim. Przez trzy następne lata pracowała jako nauczycielka w gimnazjach w Brześciu nad Bugiem i Łunińcu, pełniąc jednocześnie obowiązki zastępczyni komendantki Poleskiej Chorągwi Żeńskiej. 
Po wyjściu za mąż za Bolesława Polkowskiego wyjechała w 1935 do Gdyni, gdzie nauczała na Koncesjonowanych Kursach Gimnazjalnych dla Dorosłych. W latach 1936–1937 była hufcową Morskiego Hufca Harcerek, zaś w okresie 1938-1939 - komendantką Morskiego Środowiska Harcerek. Odpowiadała za działalność szkoleniową wojennego Pogotowia Harcerek w Gdyni. Lata II wojny światowej spędziła w Kamionie koło Łowicza, biorąc udział w działalności tajnego nauczania. Po powrocie do Gdyni uczyła języka polskiego w Państwowym Gimnazjum i Liceum Żeńskim (od 1955 – część II Liceum Ogólnokształcącego). Od 2 października 1945 do 23 maja 1948 pełniła funkcję komendantki Morskiej Chorągwi Harcerek. W grudniu 1956 objęła kierownictwo Wydziału Programowego Komendy Chorągwi Harcerstwa w Gdańsku. Ponownie dowodziła Hufcem Harcerek w Gdyni od marca 1957 do września 1958. Należała do Związku Nauczycielstwa Polskiego. Pozostawiła relację Historia Morskiego Hufca i Środowiska Harcerek w Gdyni w latach 1928–1939 (1980, rękopis znajduje się w Muzeum Miasta Gdyni). 
Pochowana na cmentarzu Witomińskim w Gdyni (kwatera 50-14-1).

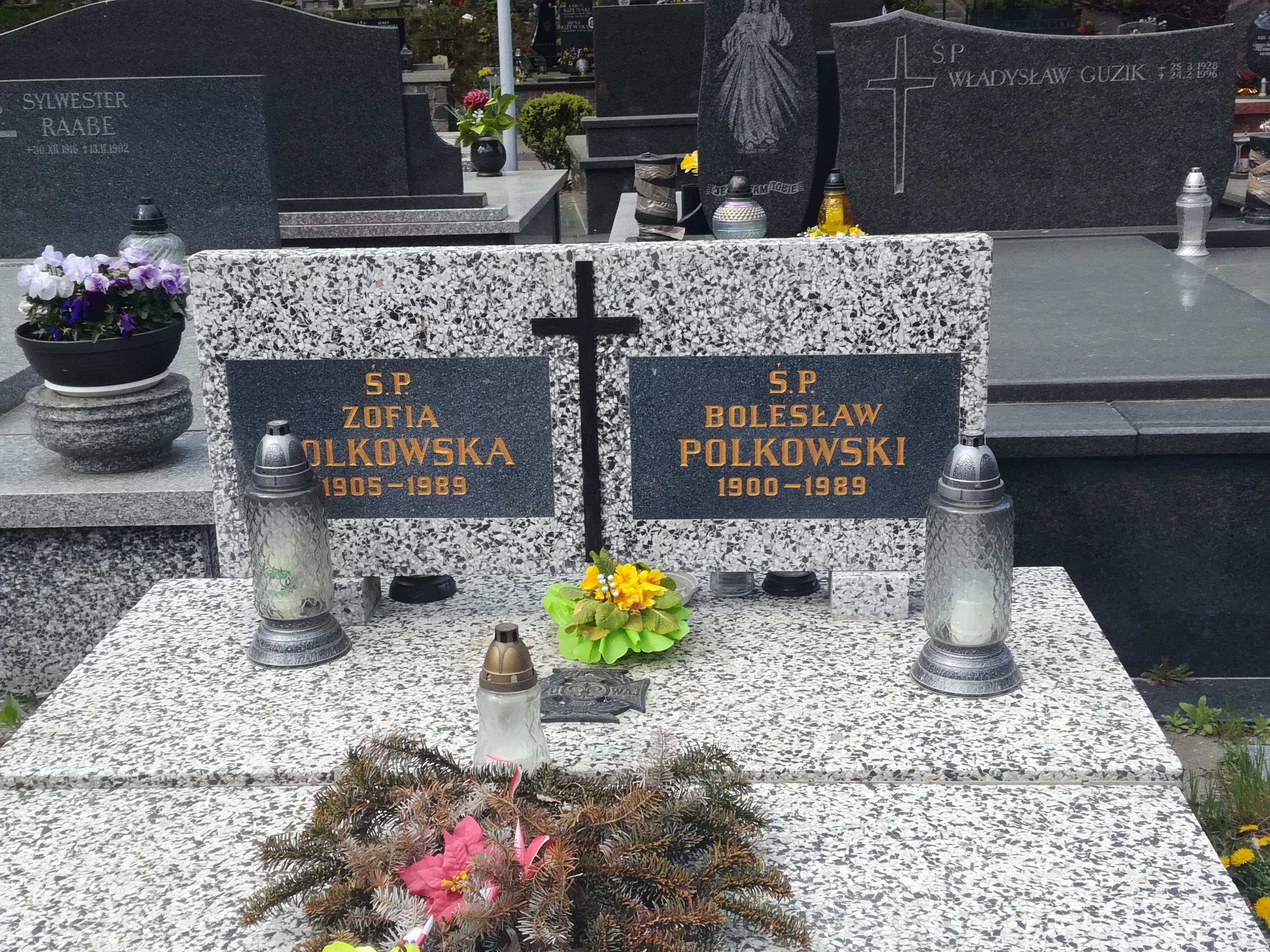
Grób Bolesława i Zofii Polkowskich na cmentarzu Witomińskim

12 października 2017 na ścianie domu przy alei Marszałka Józefa Piłsudskiego 50 w Gdyni została odsłonięta tablica pamiątkowa ku czci Zofii i Bolesława Polkowskich. Jej tabliczka epitafijna znajduje się również od 2007 w Muzeum Pamięci Harcerstwa w Skulsku.

## Nagrody i odznaczenia
- Krzyż Kawalerski Orderu Odrodzenia Polski (1987)
- Medal Komisji Edukacji Narodowej (1980)
- Krzyż „Za Zasługi dla ZHP” (1976)
- Odznaka honorowa „Zasłużonym Ziemi Gdańskiej” (1979)
- Złota Odznaka ZNP (1979)
- Odznaka ZNP „Za Tajne Nauczanie” (1985)
- Honorowa Odznaka Przyjaciół Łowicza i Ziemi Łowickiej (1978)